# Giacomo Violardo
Giacomo Kardinal Violardo (* 10. Mai 1898 in Govone, Provinz Cuneo, Piemont; † 29. Januar 1978 in Rom) war ein italienischer Kurienerzbischof und Kardinal der Römischen Kirche.

## Leben
Violardo studierte am Priesterseminar in Alba, musste aber sein Studium unterbrechen, um während des Ersten Weltkrieges in der italienischen Armee zu kämpfen. Nach dem Krieg beendete er sein Studium am Seminar und studierte an der Theologischen Fakultät von Turin, wo er ein Lizentiat in Theologie erhielt, und am Päpstlichen Athenaeum San Apollinare in Rom weiter, das er mit dem Titel Doktor beider Rechte abschloss. Er empfing am 29. Juni 1923 die Priesterweihe. Danach setzte er sein Studium an der Università Cattolica del Sacro Cuore fort, wo er zum Doktor der Rechtswissenschaft promoviert wurde.
Von 1928 bis 1935 war er Professor für Moraltheologie und Kanonisches Recht am Päpstlichen Regionalseminar Pius XI. in Fano. Papst Pius XI. ernannte ihn am 14. Dezember 1935 zum Kaplan Seiner Heiligkeit und am 23. April 1939 zum Ehrenprälaten Seiner Heiligkeit. Dann lehrte er bis 1964 kanonisches Recht (Buch III) an der Päpstlichen Lateranuniversität und diente auch als Dekan der Fakultät für Kirchenrecht. Nach seiner Tätigkeit als Auditor der französischen Nuntiatur von Februar bis Juli 1938 trat er der Apostolischen Signatur als Förderer der Gerechtigkeit bei. Am 24. Juli 1954 wurde er Untersekretär derselben. Papst Johannes XXIII. ernannte ihn am 2. April 1962 zum Sekretär der Päpstlichen Kommission für die Interpretation von Gesetzestexten. Am 26. Januar 1965 wurde er Sekretär der Heiligen Kongregation für die Sakramentenordnung. Als Sekretär war er der zweithöchste Beamte dieses Dikasteriums nach dem Kardinalpräfekten Benedetto Aloisi Masella.
Am 19. Februar 1966 wurde er von Papst Paul VI. zum  Titularerzbischof pro hac vice von Satafi ernannt. Der Papst persönlich spendete ihm am 19. März desselben Jahres im Petersdom die Bischofsweihe; Mitkonsekratoren waren Francesco Carpino, Assessor der Konsistorialkongregation, und Ettore Cunial, Weihbischof in Rom. Paul VI. nahm ihn am 28. April 1969 als Kardinaldiakon mit der Titeldiakonie Sant’Eustachio in das Kardinalskollegium auf und berief ihn zum Kardinalpatron des Malteserordens.
Der Kirchenrechtsexperte starb im Januar 1978 und wurde in der Pfarrkirche seiner Heimatstadt Govone beigesetzt.